# 5'nizza
5'nizza (čti [pʝt nɪtsa]IPA, z ruského пятница, ukrajinsky п'ятниця, česky pátek) je akustická rusky zpívající skupina založená roku 1998 v Charkově na Ukrajině, v roce 2007 se rozpadla, ale v roce 2015 částečně obnovila činnost. Založena byla dvěma přáteli: Serhijem Babkinem (kytara) a Andrijem „Sunem“ Zaporožcem (zpěv).
Hudba 5'nizze je kombinací vlivů reggae, latinskoamerické hudby, rocku a Hip hopu v minimalistickém folkovém stylu omezeném na vokály, beatboxování a akustickou kytaru. I bez podpory velkých nahrávacích společností se skupina stala kultovní v mnoha zemích střední a východní Evropy, zejména na Ukrajině, v Rusku, Polsku a Německu.

## Pozadí
Duo spolu začalo spolupracovat v roce 1998. Jejich demo Unplugged vzniklo roku 2002 a šířilo se všemi státy SNS. Demo bylo velmi dobře přijato fanoušky stejně jako kritiky. Někteří z nich dokonce říkají, že v roce 2002 byl Unplugged na špici v prodejích v Rusku.
Jejich oficiální debutové album Pjatnica vyšlo v roce 2003 a sestávalo převážně z písní z dema Unplugged. Druhé album O5 (v ruštině опять, opět) vyšlo v roce 2005.
Oba členové měli kromě společného projektu 5'nizza ještě své soukromé projekty. Babkin (od roku 2004 sólový zpěvák) nahrál čtyři sólová alba: Ura, SN. G, Bis! a Motor. Zaporožec se objevil v loungeové skupině Ljuk, kde zpíval tzv. vokály v pozadí. Babkin se také angažuje jako herec v charkovské divadelní skupině Teatr 19. Zaporožec v současné době dokončuje svoje vysokoškolské vzdělání v oboru pediatrie.

## Turné, rozpuštění a návrat
5'nizza měla turné po Rusku a navštívila také Minsk. Na litevském open-air festivalu Kultūros Tvartas (Chlívek kultury) v roce 2004 se stala 5'nizza jedním z hlavních hostů. V roce 2007 skupina nahrála její třetí album, kde hostovali Lюk, Маркшайдер Кунст a další. V září 2007 se rozhodli Babkin a Zaporožec skupinu rozpustit. Jejich poslední dva koncerty se uskutečnily ve dnech 15. a 16. června 2007 ve Varšavě a v Krakovu.
Třetí album vyšlo v novém Zaporožcově projektu SunSay. Vzhledem k tomu, že se skupina rozrostla, album obsahuje více nástrojů a podílí se na něm více hudebníků než v původním projektu 5'nizze (jedna kytara a dva hlasy), ale Babkinova kytara a vokály v pozadí jsou v několika skladbách zachovány.
V březnu 2015 se skupina opět dala dohromady.